# География на Зимбабве
Зимбабве е държава в Южна Африка, без излаз на море. На север Зимбабве граничи със Замбия (дължина на границата – 910 km), на изток – с Мозамбик (1231 km), на юг – с РЮА (250 km) и на запад – с Ботсвана (780 km). Общата дължина на сухоземните граници (в т.ч. речни и езерни) е 3171 km. Дължината на страната от запад на изток е 830 km, а ширината от север на юг 760 km. В тези си граници Зимбабве заема площ от 390 757 km². Населението към 1.1.2019 г. възлиза на 14 200 000 души. Столица е град Хараре.
Територията на Зимбабве се простира между 15°36′ и 22°25′ ю.ш. и между 25°14′ и 33°04′ и.д. Крайните точки на страната са следните:
- крайна северна точка – 15°36′39″ ю. ш. 29°49′46″ и. д. / 15.610833° ю. ш. 29.829444° и. д., на десния бряг на река Замбези, на границата със Замбия.
- крайна южна точка – 22°25′20″ ю. ш. 31°18′33″ и. д. / 22.422222° ю. ш. 31.309167° и. д., на левия бряг на река Лимпопо, на границите с РЮА и Мозамбик.
- крайна западна точка – 17°54′36″ ю. ш. 25°14′15″ и. д. / 17.91° ю. ш. 25.2375° и. д., на границата с Ботсвана.
- крайна източна точка – 18°20′56″ ю. ш. 33°04′05″ и. д. / 18.348889° ю. ш. 33.068056° и. д., на левия бряг на река Бузи, на границата с Мозамбик.

## Релеф
Почти цялата територия на Зимбабве е заета от платата Матабеле и Машона, характеризиращи се с еднообразен слабохълмист релеф с надморска височина от 800 до 1500 m. Максималната височина е връх Инянгани (2596 m), издигащ се в източната част на страната, в близост до границата с Мозамбик. На север платата стъпаловидно се понижават към долината на река Замбези, а на юг постепенно се понижават към долината на река Лимпопо.

## Геоложки строеж, полезни изкопаеми
Територията на Зимбабве е разположена в южната част на Африканската платформа. Основната ѝ част е заета от масива Зимбабве (Родезийски), който излиза на повърхността между реките Замбези и Лимпопо. На изток масивът е ограничен от дълбокия разлом Маника, покрай който е простира Мозамбикския подвижен пояс, а на север – от подвижния пояс Замбези. Древните (долноархайски) скали на фундамента са изградени от гранитогнайси, кристалинни шисти, кварцити, джеспилити и вулканити, които са пронизани от гранити, пегматитови жили, основни и ултраосновни скали. Масива Зимбабве е разсечен от дълбок разлом, в който се е внедрила Голямата Дайка (възраст 2,5 млрд. години) с дължина над 500 km и ширина до 10 km, изградена от серпентиризирани пироксенити с хромити, никел и платина, а също и норити. Седиментният чехъл е представен от протерозойски (пясъчици, шисти, варовици), горнопалеозойски-долномезойски (системата Кару) и кайнозойски (латерити, еолови и други пясъци, глини, конгломерати) скали. Срещат се още кимбърлити и карбонатити.
Към Голямата Дайка са привързани значителните по запаси находища на хромити (550 млн. т), а също платина и магнетити. С литиевите пегматити е свързано крупното находище в Бикита на тантал и берилий. Други полезни изкопаеми в Зимбабве са известните находища на каменни въглища в системата Кару (басейна Уанки), находища на злато, мед, никел, азбест и др.

## Климат
Климатът в северната половина на Зимбабве е субекваториален, а в южната – тропичен. Във връзка с приповдигнатата източна част достъпът на морските ветрове в пределите на страната е ограничен, което предава на климата континентални черти. Средната температура на най-топлия месец (октомври) е от 21 до 27°С, а на най-прохладния (юли) – от 10 до 17°С. В най-високите части на страната през зимата на някои места се наблюдават отрицателни температури. Годишната сума на валежите варира от 300 – 750 mm на югозапад до 1250 mm на изток. Продължителността на дъждовния сезон нараства от 3 месеца на юг до 5 месеца на север.

## Води
Речната мрежа на Зимбабве и сравнително гъста, като реките принадлежат главно към водосборните басейни на реките Замбези (2574* km) – Гваи, Хуняни, Мусенгези, Мазое (400 km) и Лимпопо (1750* km) – Шаше, Мвенези (400 km), Бубие, Нванеци. На изток преминава горното течение на река Саве (640* km), вливаща се в Индийския океан с десния си приток Лунди (418 km). По-голямата част от реките в страната са с бързеи и прагове, те са предимно маловодни (особено на запад и югозапад) и почти пресъхват през сухия сезон. В средното течение на река Замбези, по границата със Замбия е изграден големия язовир „Кариба“, като преградната му стена и ВЕЦ са собственост на двете страни.

## Почви, растителност
На платата Матабеле и Машона са разпространени тревисти савани с редки гори с преобладаване на брахистегии, развити върху кафеникаво-червени почви. Югозападните части са заети от опустинени савани с редки хвойнови храсти и широко разпространение на бодливи храсти и ниски дървета, главно акации. Източните склонове на планината Инянга са покрити с влажни вечнозелени гори и планински пасища.

## Животински свят
Животинският свят на Зимбабве е типичен за саваните и редките гори на Африка, но в значителна степен е по-беден в резултат на многогодишното му безконтролно изтребване. В рядко населените райони на запад се срещат антилопи, африкански бивол, жираф, зебра, леопард, хиена. Има много птици, гущери, змии, в т.ч. африкански питон и редица отровни. Широко разпространение имат различните видове мравки и термити. Много райони са заразени с мухата цеце. За охраната на животинския и растителния сват са създадени няколко национални парка: „Уанки“, „Виктория Фолс“, „Хнаге“, „Мана Пулс“.